# Margaret Brundage
Margaret Brundage, nacida Margaret Hedda Johnson (9 de diciembre de 1900 - 9 de abril de 1976), fue una ilustradora estadounidense y pintora recordada principalmente por sus ilustraciones para la revista pulp Weird Tales. Trabajando sobre todo al pastel, creó la mayoría de las portadas de Weird Tales entre 1933 y 1938.

## Primeros años
Brundage nació en Chicago, Illinois, de ascendencia sueca e irlandesa. Su padre, Jonathan E. Loutitt (Más tarde Loutit) murió cuándo ella tenía ocho años, por lo que fue criada  por su madre, Margaret Jane Loutit Johnson, y su abuela Margaret (Houston) Loutit, cuyo nombre recibió, en un hogar regido por su pertenencia a la Ciencia cristiana. Ambos padres habían venido a Chicago desde las islas Orcadas en la costa de Escocia. Brundage madre fue dos veces viuda y fue toda su vida una devota científica cristiana, ganando unos ingresos suplementarios instruyendo nuevos discípulos de la Ciencia cristiana.
Margaret Hedda Johnson se graduó de la Girard Grammar School y luego estudió en la McKinley High School también en Chicago, dónde coincidió con Walt Disney ("Yo acabé; él no", remarcó más tarde). Se graduó del McKinley en 1919. Según el editor del diario del instituto, Margaret Johnson era capaz de decir a Walt Disney si debía incluir o no cualquiera de sus dibujos en el periódico. Inmediatamente después de terminar el instituto, Margaret trabajó proporcionando ilustraciones para varios diarios de Chicago, dibujando diseños de moda en color y en blanco y negro, de las ideas y las descripciones proporcionadas por una agencia. Continuó su educación en la Academia de Chicago de Bellas artes, de 1921 a 1923, (dónde Disney una vez más fue su compañero de clase); más tarde declaró que no obtuvo el diploma debido a su letra deficiente aunque continuó trabajando por cuenta propia para la agencia mientras estudiaba. Durante este periodo de la Ley Seca Margaret también trabajó en el Dill Pickle Club, un bohemio speakeasy afiliado al Wobblies, donde conoció a un pintor de brocha gorda y decorador de interiores apodado  "Slim"  debido a su delgadez. Su nombre era Myron Reed Brundage, un notorio mujeriego.
En 1927, se casó con Myron "Slim" Brundage; tuvieron un niño a los pocos meses, Kerlyn Byrd Brundage (27 de agosto de 1927-muerto en 1972), al que siempre llamaron "Byrd". Margaret descubrió que era un hombre con tendencia al alcoholismo y la política radical. El matrimonio fracasó, y acabó en divorcio en 1939.

## Carrera

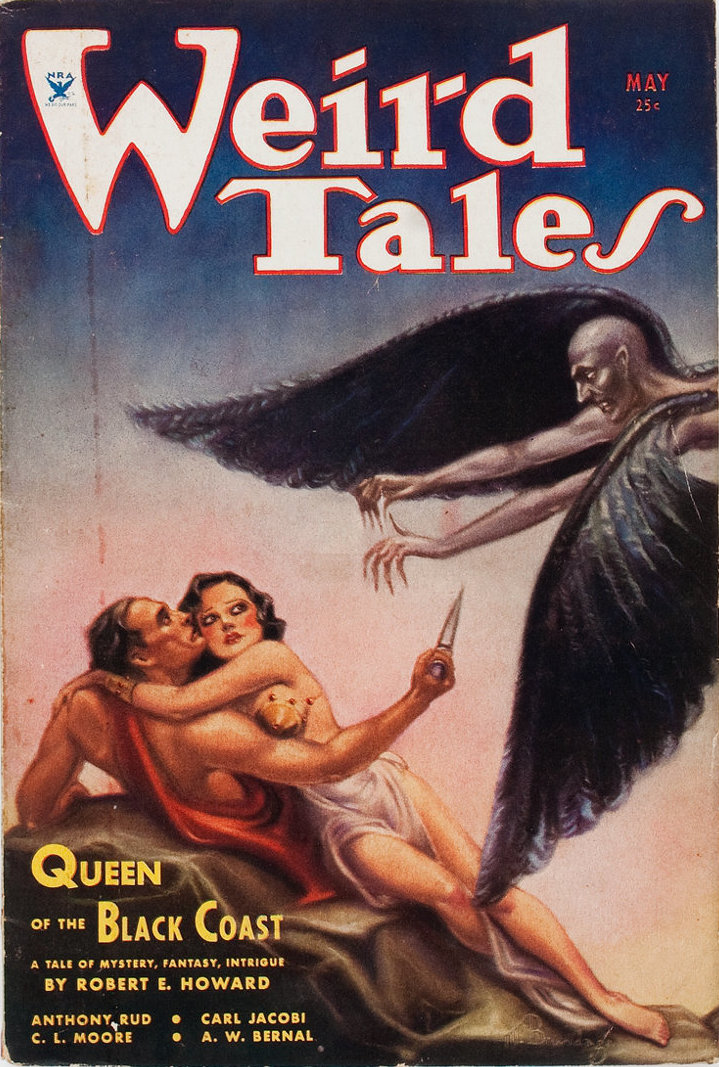
En Weird Tales, Brundage ilustró el relato de Robert E. Howard La reina de la Costa Negra, una historia de Conan el Bárbaro.

En 1932 Brundage buscaba más trabajo, y se acercó a la oficina de Farnsworth Wright, entonces editor de Weird Tales. Su primer trabajo para Wright fueron varias cubiertas para su otra publicación Oriental Stories, más tarde conocida como Magic Carpet Magazine. Wright quedó tan impresionado con estas que contrató a Brundage de inmediato para dibujar en Weird Tales. En el periodo de 1933 a 1938, Brundage ejecutó las portadas más famosas de la historia de Weird Tales. Fue el artista de cubierta que apareció más frecuentemente en Weird Tales. Su primera portada apareció en septiembre de 1932; creó cubiertas para 39 relatos de junio de 1933 a agosto de 1936. Su última cubierta original salió en enero de 1945, con un total de 66 cubiertas originales. (El total de 67, a menudo citado, incluye una portada repetida que salió a finales de 1945, y que volvió a usarse en noviembre de 1953) Cobraba 90 dólares por cubierta —suficiente para mantener a su hijo, y a su madre enferma (murió en 1940) pues su exmarido no contribuyó en nada durante años a la supervivencia de la familia. De 1936 a 1938, Brundage a menudo alternó con otros artistas en las cubiertas; Virgil Finlay era su principal competidor.
Las obras de Brundage presentan habitualmente damiselas en peligro en varios estados de semi o total desnudez; sus escenas con flagelaciones eran especialmente dignas de mención y polémica. Sus imágenes sensuales normalmente ilustraron escenas de las piezas escogidas por el editor Farnsworth Wright; su trabajo era tan popular entre los lectores que algunos escritores de la revista, especialmente Seabury Quinn, pedían expresamente que escenas de sus relatos escogidas para portada fueran ilustradas por Brundage, pues así los autores ganaban más dinero.

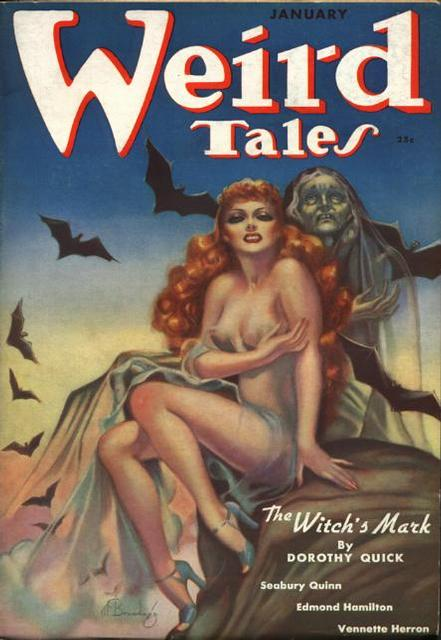
Portada de Weird Tales de enero de 1938.

Las portadas pulp destacaban por su contenido explícito, y Brundage no era ninguna excepción. Firmaba su trabajo como "M. Brundage", por lo que la gran mayoría de los lectores de la revista desconocían que se trataba de una mujer. Las quejas sobre el excesivo erotismo de su trabajo aumentaron después de que en octubre de 1934, el  editor Wright reveló que la "M." era la inicial de "Margaret": el artista era mujer. Después de que en 1938 las oficinas de la editorial se trasladaron de Chicago a la ciudad de Nueva York, un estándar de 'decencia' más riguroso se impuso (principalmente a través de los esfuerzos del entonces alcalde de Nueva York Fiorello La Guardia) y las portadas pulp con chicas jóvenes desnudas o semidesnudas eran retiradas de las estanterías, por lo que lo que había sido el tema primario de Brundage desapareció de las portadas. Problemas prácticos como embarcar los frágiles lápices pastel de Chicago a Nueva York también disminuyeron su apelación al régimen editorial que siguió a la salida de Wrigh en 1940.
Brundage continuó dibujando después de su salida de la revista, y apareció en convenciones de ciencia ficción y ferias de arte, donde algunos de sus trabajos originales fueron robados. Aun así ella nunca se recuperó financieramente de la pérdida de su trabajo regular en Weird Tales, pasando sus últimos años en relativa pobreza. Trabajó hasta su muerte en abril de 1976.

## Recepción

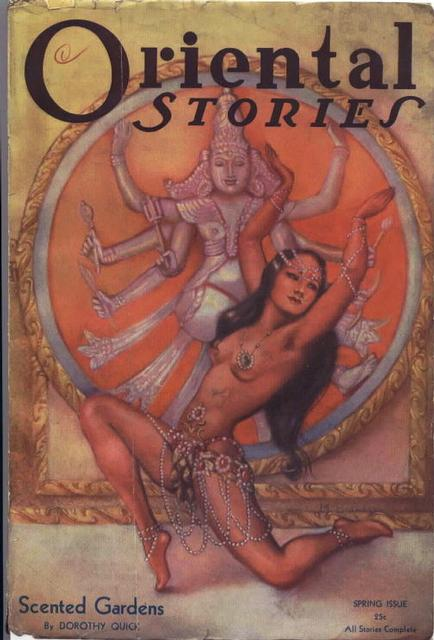
Brundage realizó ilustraciones para Oriental Stories a principios de los años 1930.

L. Sprague de Camp es a menudo citado asegurando que ella empleaba a sus hijas como modelos, pero Brundage no tuvo ninguna hija (solo un único hijo, varón). En su sección para Savage Tales magazine, Núm.5 (julio de 1974), Robert Weinberg, una autoridad sobre revistas pulp, escribió "odio desacreditar una buena historia, pero la artista de portadas para WT Margaret Brundage no tuvo ninguna hija posando para ella. Cuando la Señora Brundage vivía en Chicago yo la entrevisté, esto procede directamente de la boca de la artista."
L. Sprague de Camp describió el tema típico de sus escenas como " heroínas en cueros que son torturadas, violadas, y destripadas"; Forrest J. Ackerman de modo parecido escribió "Margaret Brundage, con sus titilantes y pulcras portadas de Weird Tales: señoritas en cueros que son sacrificadas, heroínas semivestidas amenazadas por toda clase de seres monstruosos."
Clark Ashton Smith fue muy crítico con sus ilustraciones. En diciembre de 1933 escribió a H. P. Lovecraft: "El diseño actual de W.T., aunque me complace bastante en el color, tiene una curiosa afinidad con el de una felicitación navideña! [...] La Sra. Brundage [...] tiene aproximadamente tanto sentimiento genuino para lo extraño como una vaca de Jersey probablemente pueda poseer. Los mejores ángulos en este cuadro (las manos del Chino, etc) parecen golpeados por insconsciencias mentales puestas al dia de lo dibujado para 'The Star-Spaw' por El talento de lDerleth y Schorer". El 9 de septiembre de 1937,  escribió a R. H. Barlow: "Consulta: ¿Cómo es que Brundage dibuja siempre a las mujeres con ese aspecto de amas de cría? Parece que sufra un complejo gracioso, por no decir cansino."